# Gråsidig tangara
Gråsidig tangara (Poospizopsis caesar) är en fågel i familjen tangaror inom ordningen tättingar. Den förekommer enbart i bergsbelägna buskmarker i sydöstra Peru. Trots det begränsade utbredningsområdet anses beståndet vara livskraftigt.

## Utseende och läte
Gråsidig tangara är en medelstor sparvliknande fågel. Den är grå på ovansidan, undertill vit med en stor röd fläck på bröstet. På huuvdet syns en svart ögonmask och ett vitt ögonbrynsstreck. Sången är en behaglig visslad melodi.

## Utbredning och systematik
Fågeln förekommer i Anderna i sydöstra Peru (Apurímac, Cusco och Puno). Den behandlas som monotypisk, det vill säga att den inte delas in i några underarter.

### Släktestillhörighet
Tidigare placerades den i släktet Poospiza. Genetiska studier visar dock att släktet är kraftigt parafyletiskt gentemot exempelvis Hemispingus och Thlypopsis. Gråsidig tangara och dess nära släkting rostsidig tangara har därför lyfts ut till det egna släktet Poospizopsis.

### Familjetillhörighet
Liksom andra finkliknande tangaror placerades denna art tidigare i familjen Emberizidae. Genetiska studier visar dock att den är en del av tangarorna.

## Levnadssätt
Gråsidig tangara hittas i klippiga bergsbelägna buskmarker. Där ses den födosöka enstaka eller i par, i buskar eller på marken.

## Status
Fågeln har ett begränsat utbredningsområde, men beståndet anses vara stabilt. IUCN kategoriserar arten som livskraftig.